# Estação Ferroviária de Ovar
A Estação Ferroviária de Ovar é uma interface da Linha do Norte, que serve o concelho de Ovar, no Distrito de Aveiro, em Portugal.

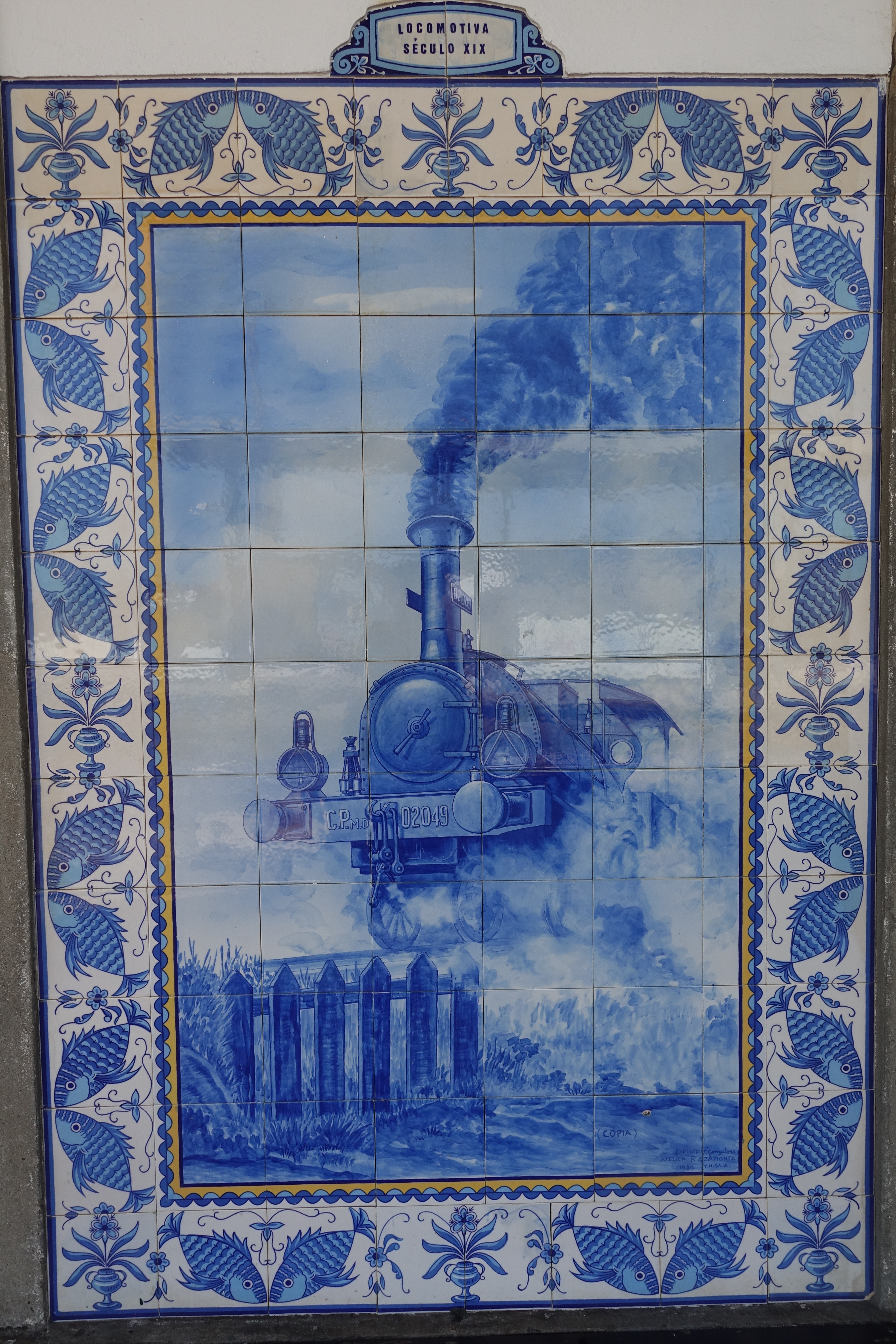
Um dos painéis de azulejo da estação de Ovar (década de 1980, substituindo os anteriores).

## Descrição

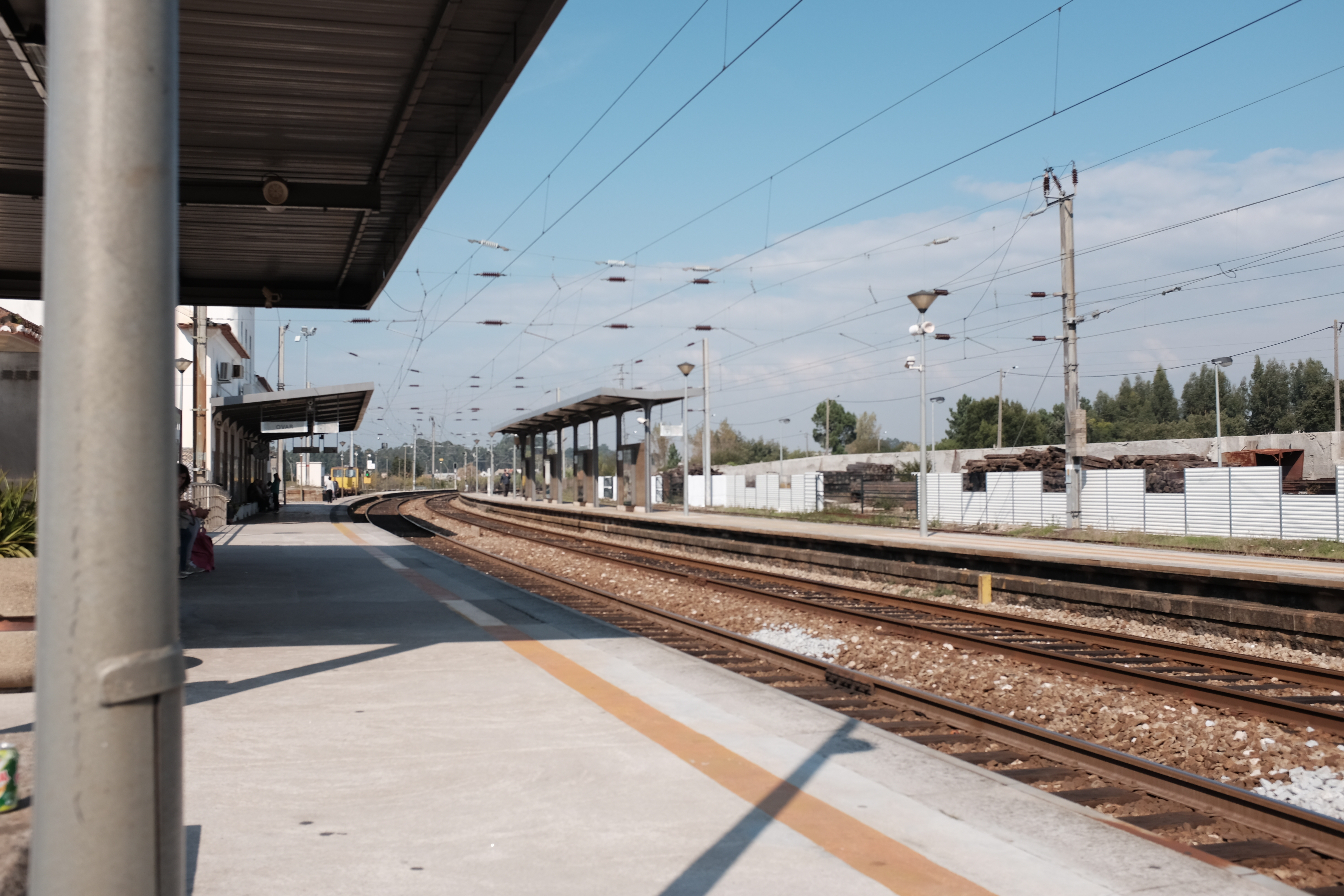
Aspeto das plataformas, em 2014.

### Localização e acessos
A estação está situada junto ao Largo Serpa Pinto, no quadrante nordeste da cidade de Ovar, distando menos de um quilómetro do centro da localidade (tribunal).

### Infraestrutura
O edifício de passageiros situa-se do lado nascente da via (lado esquedo do sentido ascendente, para Campanhã). Esta interface apresenta três vias de circulação, identificadas de I a III, com 467, 353, e 262 m de extensão, respetivamente, e acessíveis por plataformas de 290 e 220 m de comprimento e com altura mormente de 90 cm, havento um segmento de 70 m com altura de 35 cm na plataforma da via I; existem ainda quatro vias secundárias, identificadas como IV, V, VIII, e X, com comprimentos de 150 a 180 m; todas estas vias estão eletrificadas em toda a sua extensão. Parte desta configuração, centrada ao PK 300+78, é gerida pela I.P. na tipologia «Linhas de Carga/Desc. DPF» (n.º 83).

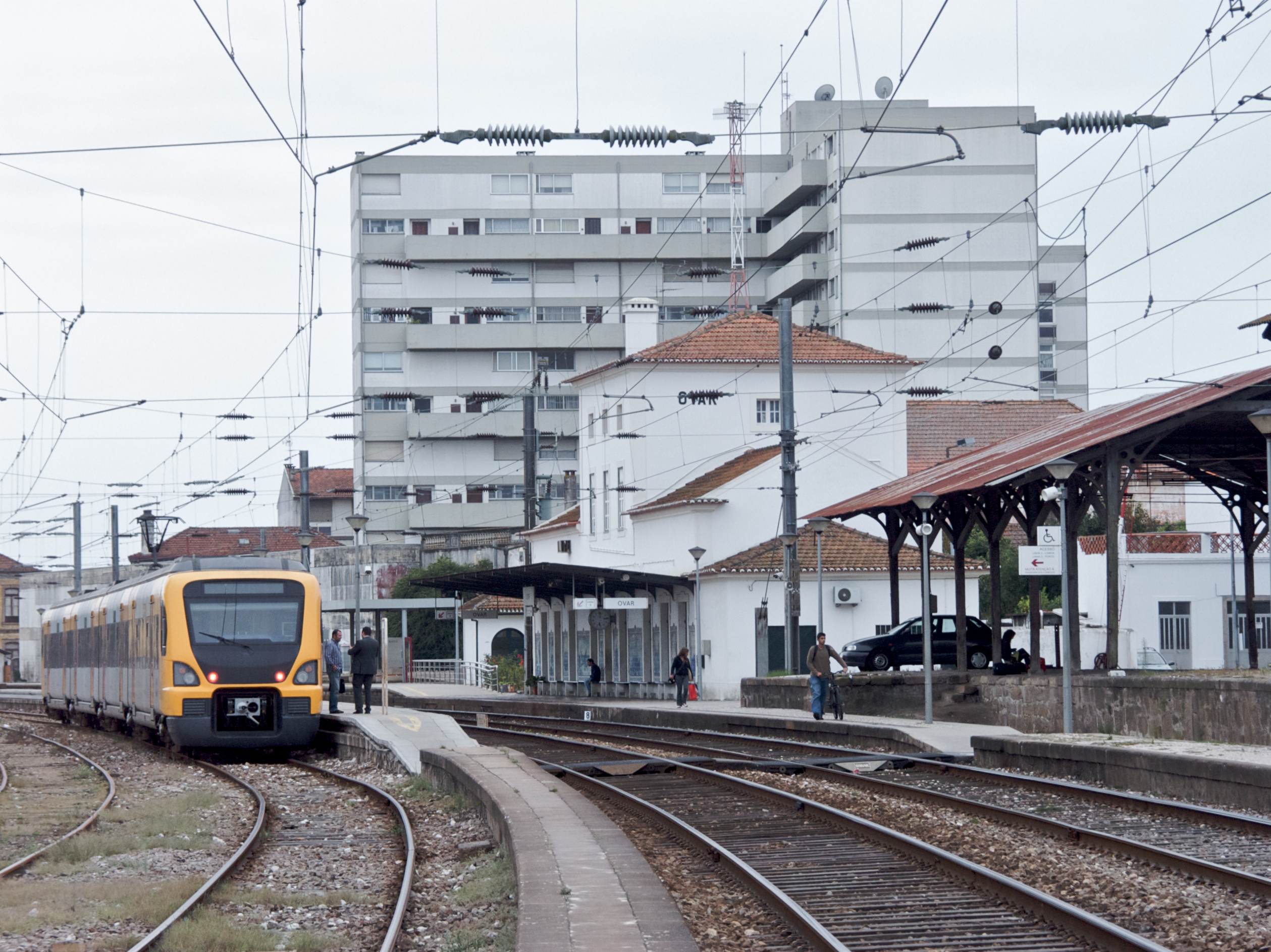
Comboio na estação de Ovar, em 2008.

No local desta interface há um limiar de tipologia ferroviária no que respeita aos «patamares de velocidade mais elevados» (sic), que é de 120-160 km/h no troço Ovar-Campanhã e 160-220 km/h no troço Pampilhosa-Ovar.

### Serviços
A estação de Ovar é utilizada por serviços Intercidades, Regionais, InterRegionais e Urbanos da operadora Comboios de Portugal.

## História

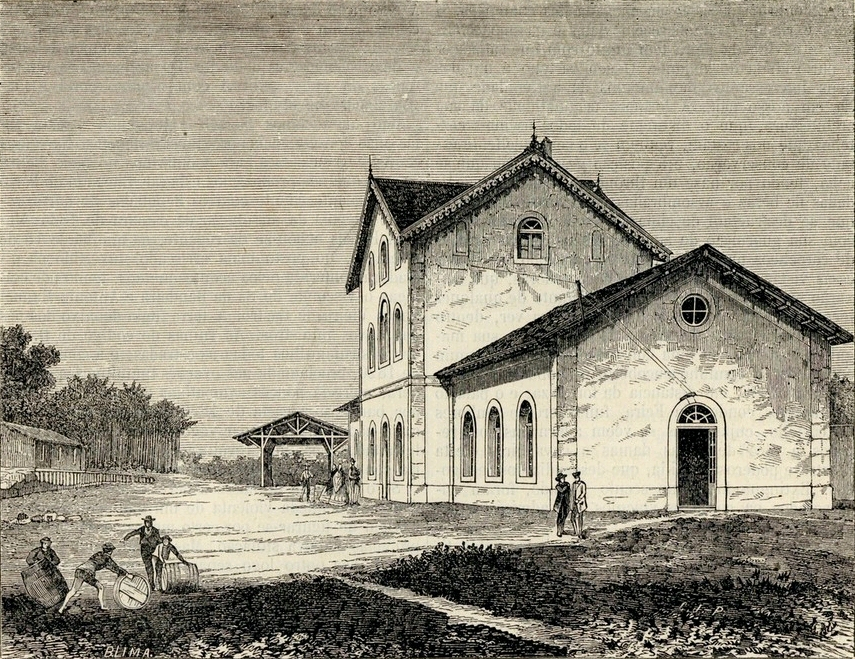
A estação de Ovar em gravura de 1864.

### Século XIX
A Estação encontra-se no troço entre Vila Nova de Gaia e Estarreja da Linha do Norte, que foi inaugurado pela Companhia Real dos Caminhos de Ferro Portugueses em 8 de Julho de 1863. A estação foi uma das abrangidas pelos serviços mistos que foram criados após a inauguração do troço entre Estarreja e Taveiro, em 10 de Abril de 1864.
Em 1888, a estação de Ovar estava ligada à Praia do Furadouro por um serviço de diligências, cuja viagem durava cerca de uma hora.
O jornal Povo de Ovar de 19 de Abril de 1891 relatou que quando o Regimento de Caçadores 5 passou por Ovar, no regresso do Porto, foi festivamente recebido na estação por um grupo de simpatizantes de republicanos e pela população. Um dos fundadores do Partido Republicano em Ovar foi António Gaioso de Penha Garcia, subdirector das oficinas dos Caminhos de Ferro; com efeito, em Ovar, os únicos proletários do partido eram os funcionários das oficinas.

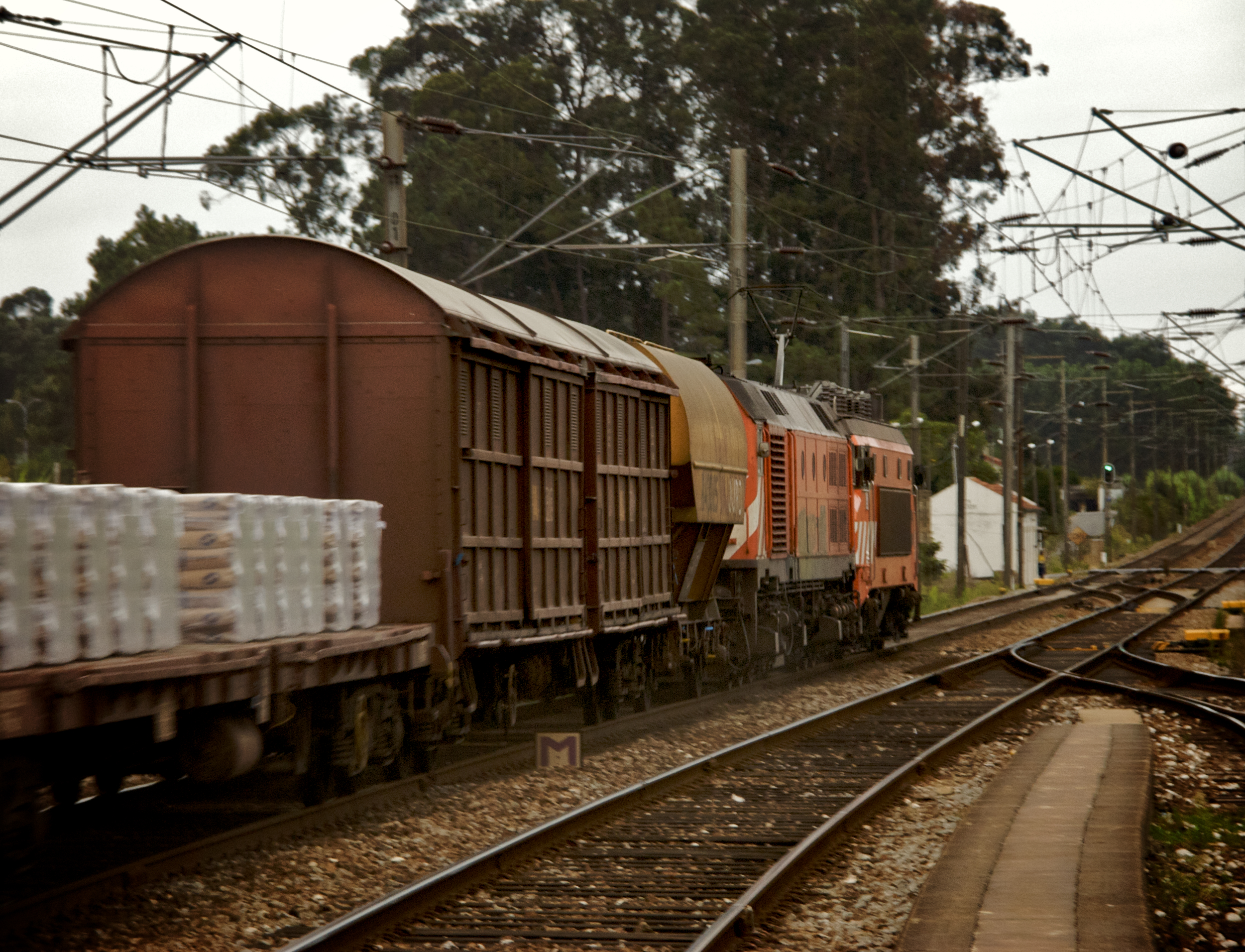
Comboio de mercadorias a passar pela Estação de Ovar, em 2008.

### Século XX
Em 1903, a Companhia Real dos Caminhos de Ferro Portugueses ordenou que fossem instalados, nesta estação, novos semáforos, do sistema Nunes Barbosa.
Em 6 de Outubro de 1910, realizou-se um cortejo em Ovar, para celebrar a Implantação da República; o cortejo saiu da estação de Ovar, para homenagear os operários republicanos das oficinas. Estes operários estiveram sempre intimamente ligados a todas as acções de dinamização do Partido Republicano de Ovar, tendo constituído uma das influências mais dinâmicas e eficazes junto das massas populares. Durante as incursões da Monarquia do Norte, os ferroviários de Ovar fizeram, em 21 e 22 de Janeiro de 1919, o levantamento e abatimento de pontões, para retardar o avanço das tropas monárquicas. Também participaram directamente nos combates, devendo-se a António Gaioso de Penha Garcia, e a cerca de 400 operários das oficinas de Ovar, o facto dos revoltosos não terem avançado muito além do Rio Vouga; com efeito, a sua resistência deu tempo a que o povo, exército e marinha republicanos se concentrassem e se entrincheirassem nos arredores da cidade de Aveiro, considerando-se a actuação dos ferroviários de Ovar como o principal ponto de viragem no conflito.
Em 1933, as oficinas da estação foram ampliadas pela Companhia dos Caminhos de Ferro Portugueses. Em 1934, foi ampliada a oficina de obras metálicas, tendo as modificações continuado no ano seguinte. Estas obras inseriram-se num programa de desenvolvimento do complexo oficinal de Ovar, levado a cabo nesta década, e que tinha como objectivo melhorar a economia nos processos que aí se realizavam; este projecto contemplou, igualmente, a construção de duas oficinas, uma para elementos metálicos como porcas, parafusos e rebites, e outra para instalações eléctricas.
Segundo o Directório da Rede 2012, publicado pela Rede Ferroviária Nacional em 6 de Janeiro de 2011, a estação ferroviária de Ovar possuía três vias de circulação, com 880, 610 e 310 m de comprimento; as plataformas apresentavam 332 e 286 m de extensão e 70 cm de altura, configuração assaz reduzida em comparação com a de décadas anteriores e mais tarde alterada para os valores atuais. Ovar é um dos interfaces da Linha do Norte a equipar com vias de resguardo para estacionamento / ultrapassagem no âmbito da iniciativa Ferrovia 2020.

### Movimento de mercadorias
Esta estação recebeu cal de Oliveira do Bairro.

## Ver também

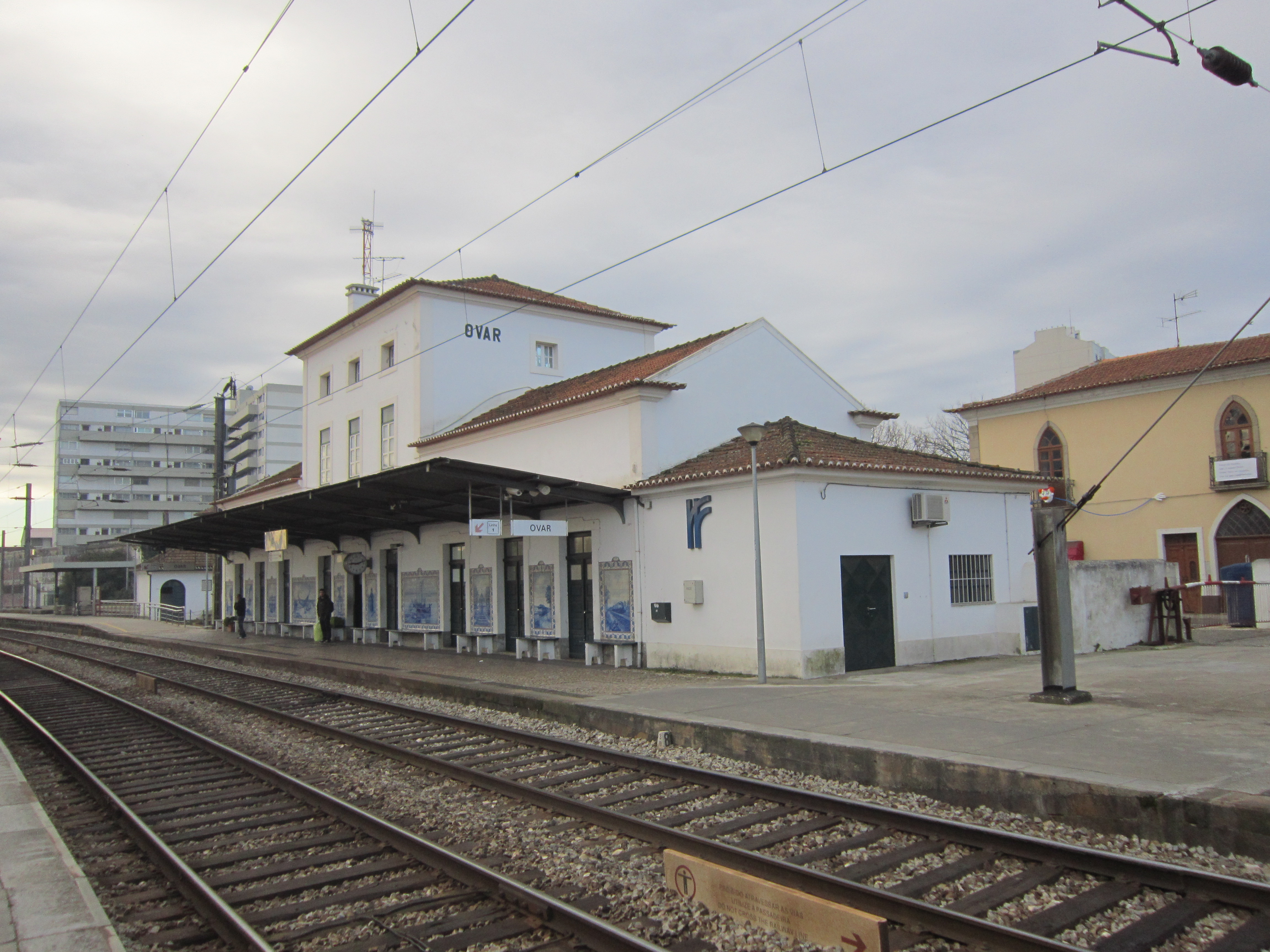
A estação de Ovar, em 2012.